# Ir-Rabat (Malte)
Pour les articles homonymes, voir Rabat (homonymie).
Ne doit pas être confondu avec Rabat (Gozo) ou Rabat.
Ir-Rabat, connue aussi comme Rabat, est une ville de Malte, située tout près de Mdina.

## Toponymie
Le nom dérive de l'arabe ribāṭ qui désignait une forteresse (cf. ribat).

## Géographie
|                  | Mġarr    | Mosta                 |
| Mer Méditerranée | Ir-Rabat | Mdina Mtarfa Ħ'Attard |
|                  | Dingli   | Siġġiewi Ħaż-Żebbuġ   |

## Histoire
Lorsque les musulmans se sont emparés de Malte, ils ont divisé la ville de Mdina en deux villes : Mdina, et Rabat, la banlieue, car ils trouvaient l'agglomération trop grande.
Aujourd'hui, Mdina ne compte que 300 habitants, alors que Rabat en compte 11 000.

## Sites archéologiques
De nombreuses tombes puniques ont été retrouvées autour de Rabat, en particulier à Għajn Qajjet et Għajn Klieb.

### Catacombes

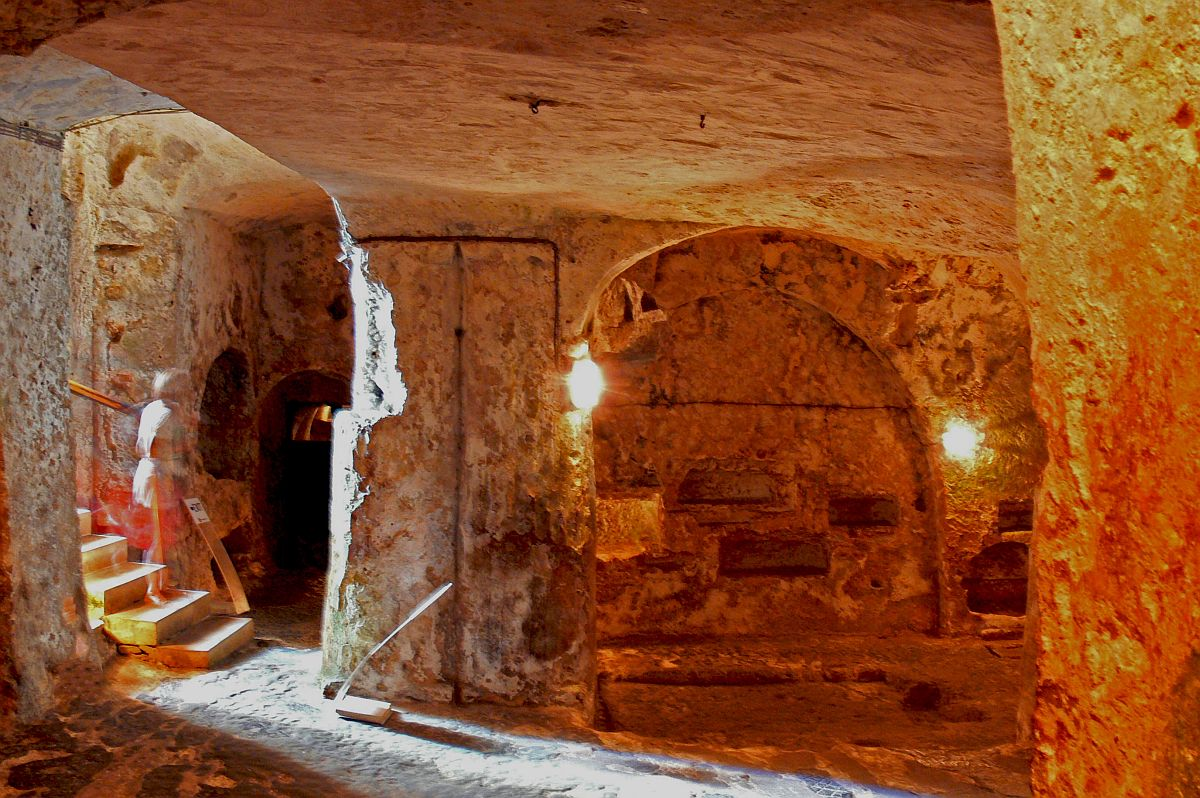
Catacombes Saint-Paul

Rabat abrite les catacombes Saint-Paul et Sainte-Agathe.
Ces catacombes ont été utilisées à l'époque romaine pour enterrer les morts car, selon la culture romaine, il était impur de les enterrer en ville (Mdina et des quartiers de Rabat sont construits au-dessus d'une ancienne ville romaine).
Selon la Bible, quand il a fait naufrage sur l'île en 60 apr. J.-C., saint Paul a séjourné pendant trois mois dans une grotte proche des catacombes accessible depuis l'église paroissiale qui lui est consacrée.

## Festivités
De nombreuses festi sont célébrées à Rabat, notamment en l'honneur de :
- Saint Joseph (19 mars)
- Corps du Christ (deuxième dimanche de juin)
- Saint Paul (premier dimanche de juillet)
- Marie (premier dimanche de septembre et deuxième dimanche d'octobre)
- Saint Martin (le dimanche le plus proche du 11 novembre)
- l'Immaculée Conception (8 décembre)

## Jumelage
La ville de Rabat est jumelée religieusement sous le patronage de saint Joseph avec :
- Santa Maria di Licodia (Italie)

## Sport
L'équipe principale de football de la ville est le Rabat Ajax Football Club.

## Personnalités liées à la ville
- Philippe de Villiers de L'Isle-Adam (1464-1534), grand maître de Malte, mort à Rabat.
- Joseph Calleia (1897-1975), acteur à Hollywood, est né à Rabat.
- Paul Xuereb (1923 - 1994), président de Malte, né à Rabat

## Tournage
La ville de Rabat a servi de lieu de tournage pour les films suivants :
- Munich de Steven Spielberg.
- L'Arme absolue d'Eric Karson.

## Galerie d'images

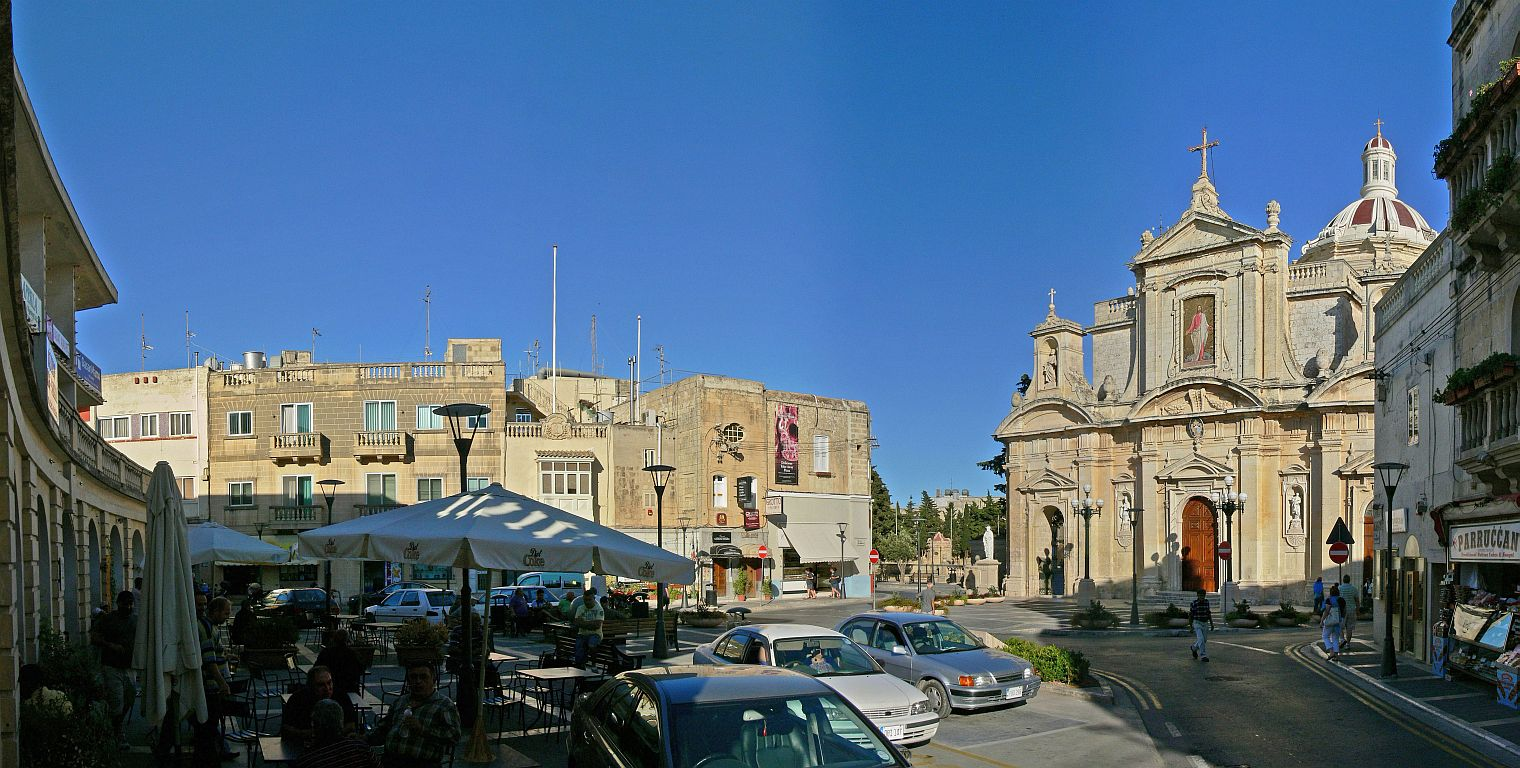
Place principale
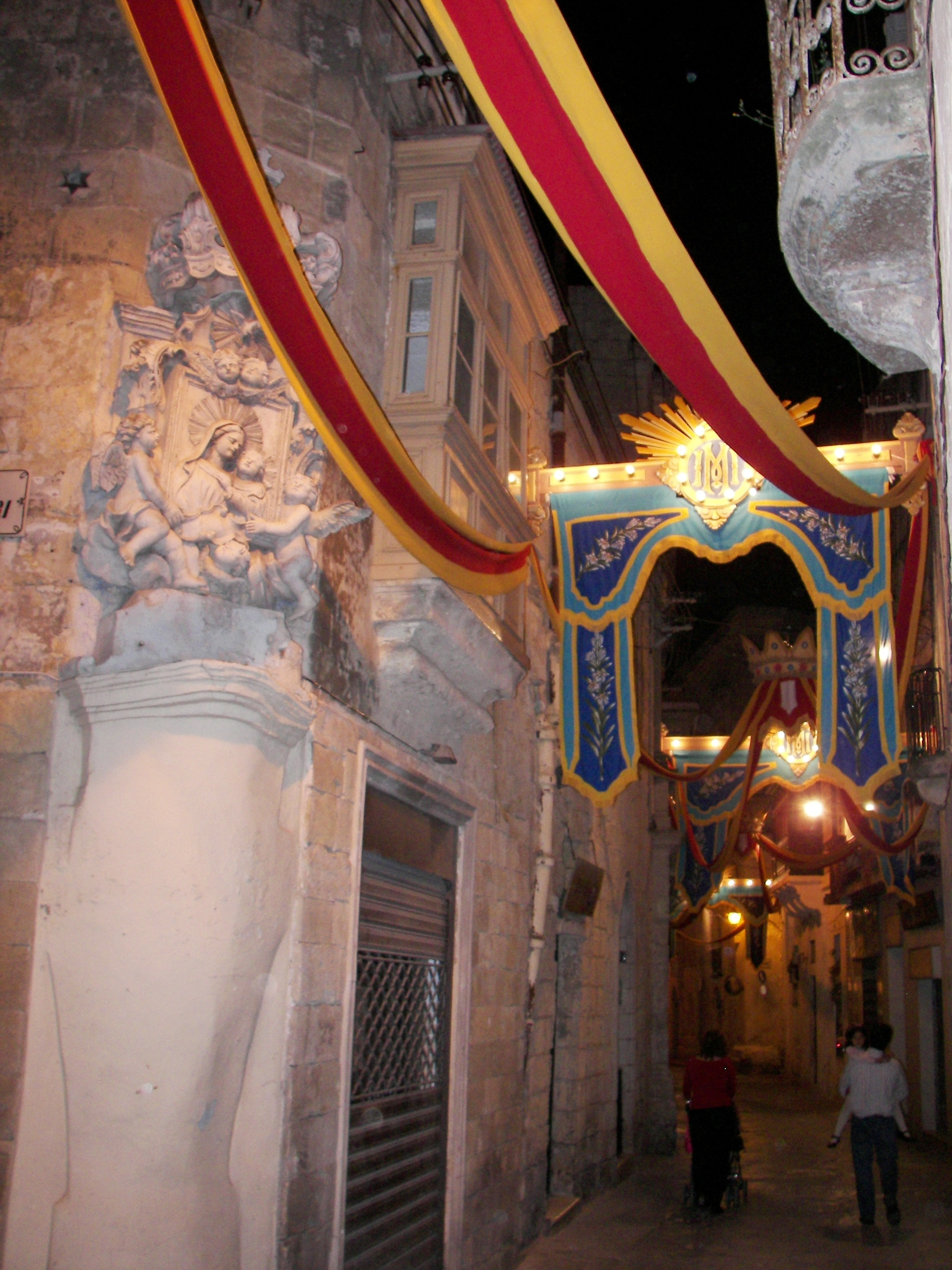
Ruelle du centre de Rabat décorée à l'occasion de la festa de saint Joseph
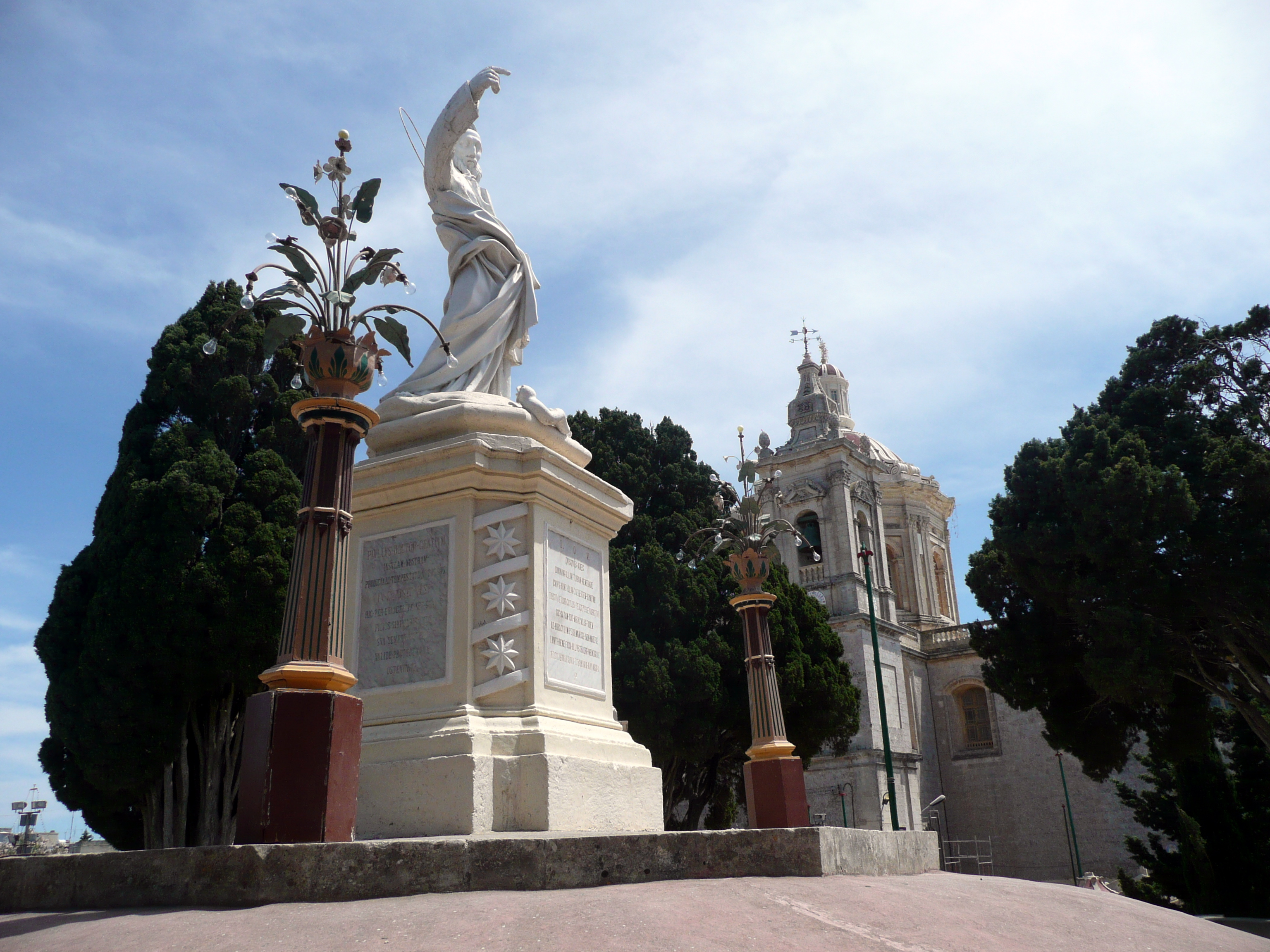
Statue de saint Paul
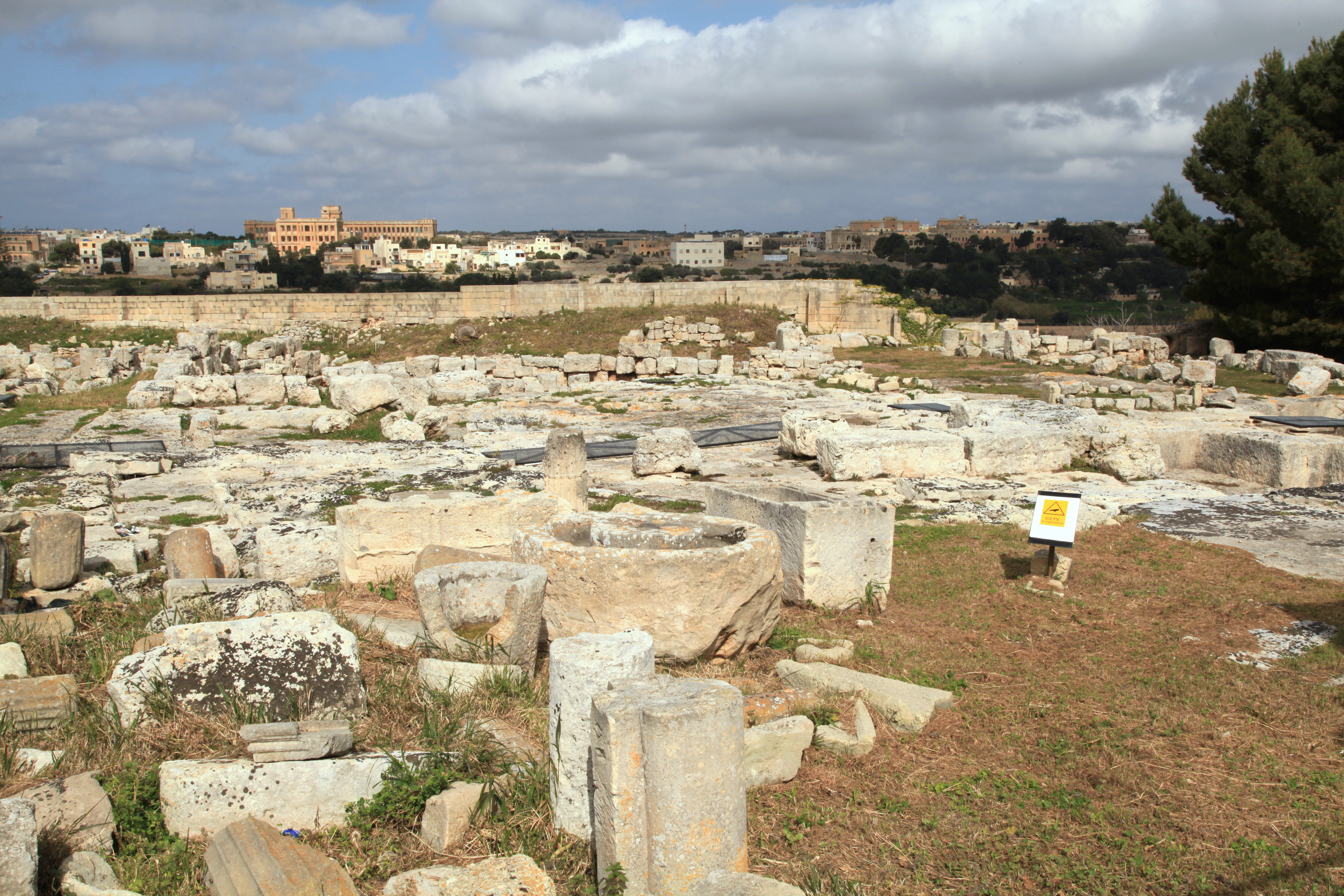
Ruines de la Domvs Romana
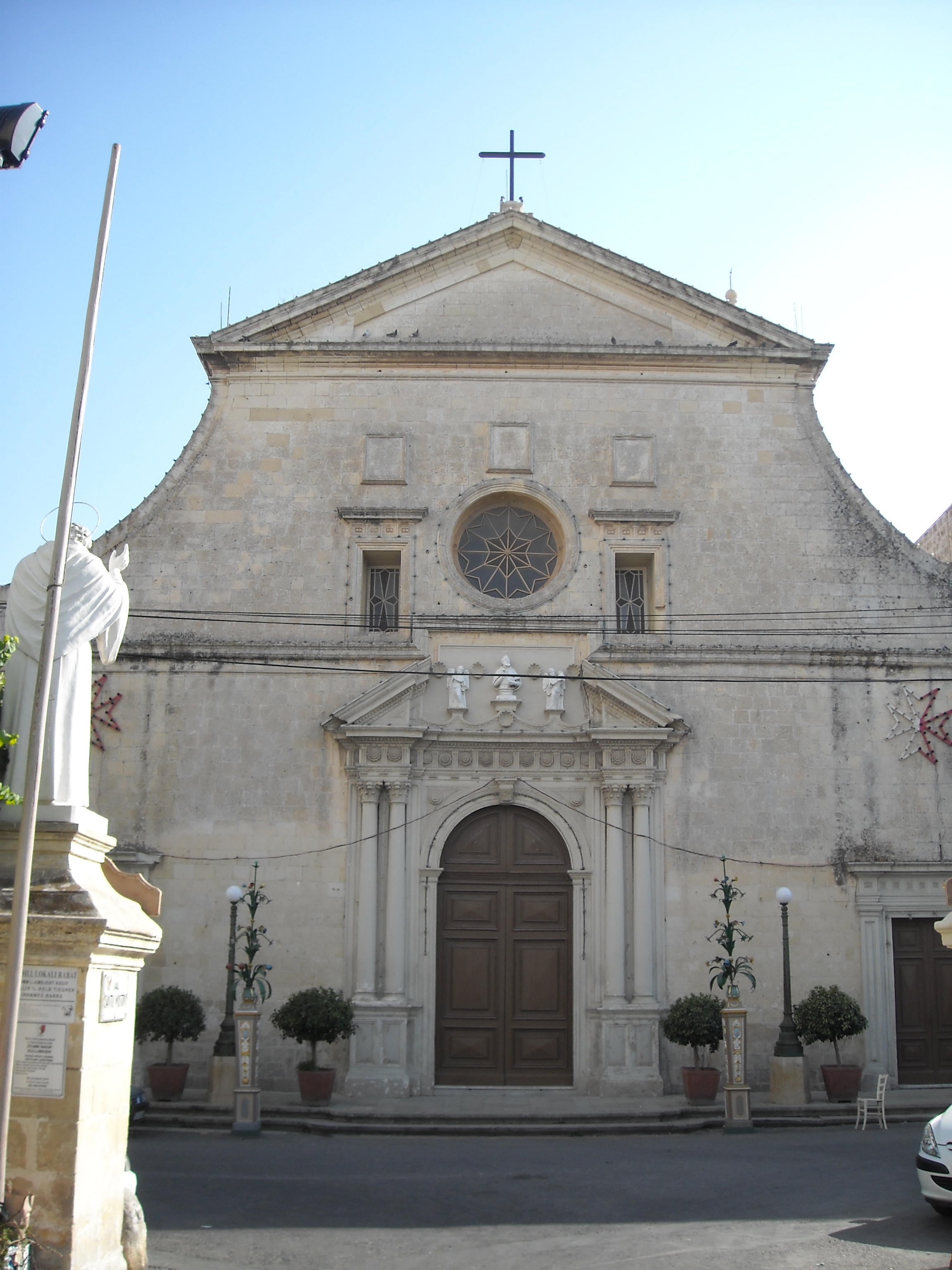
Église Saint-Marc
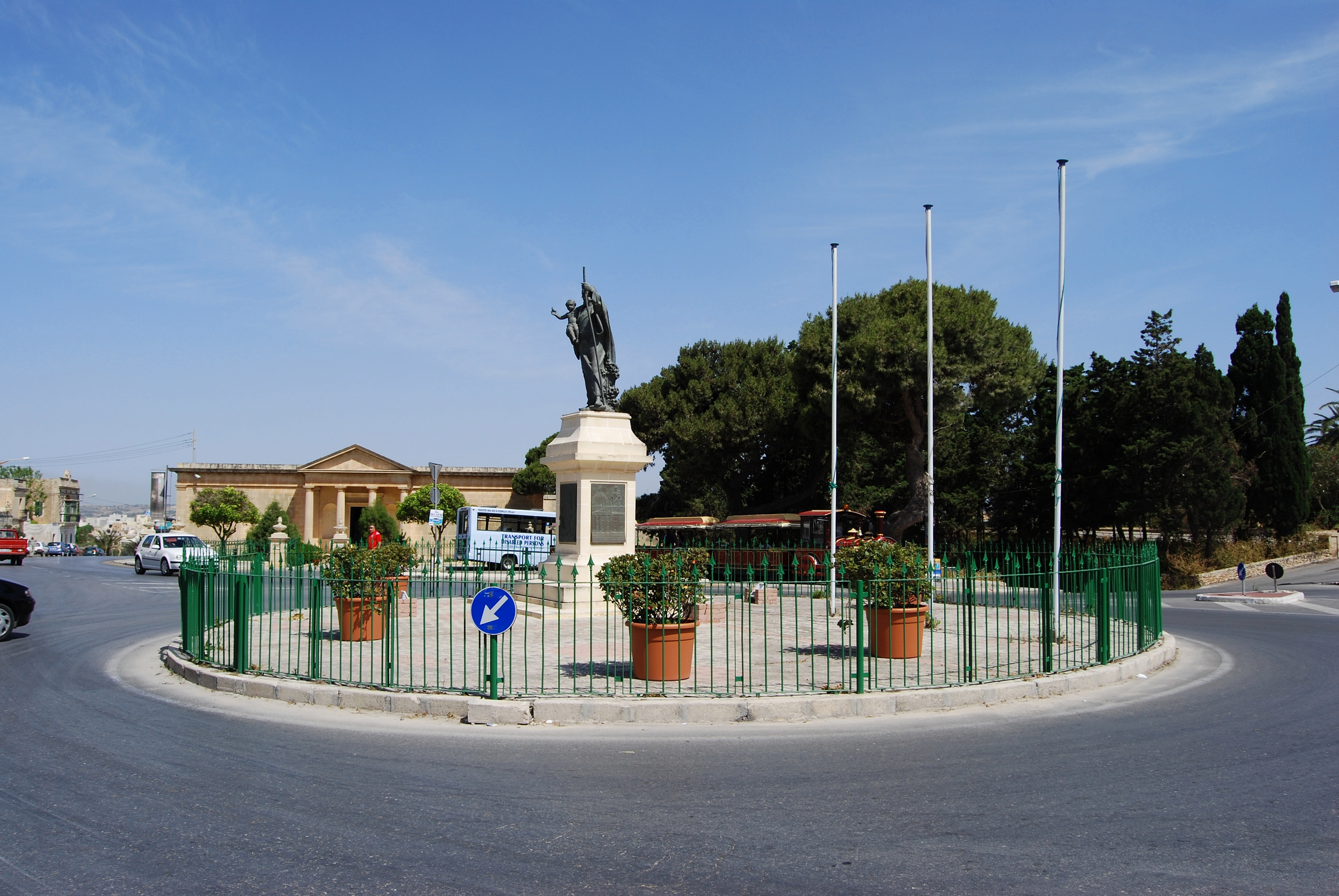
Rond-point
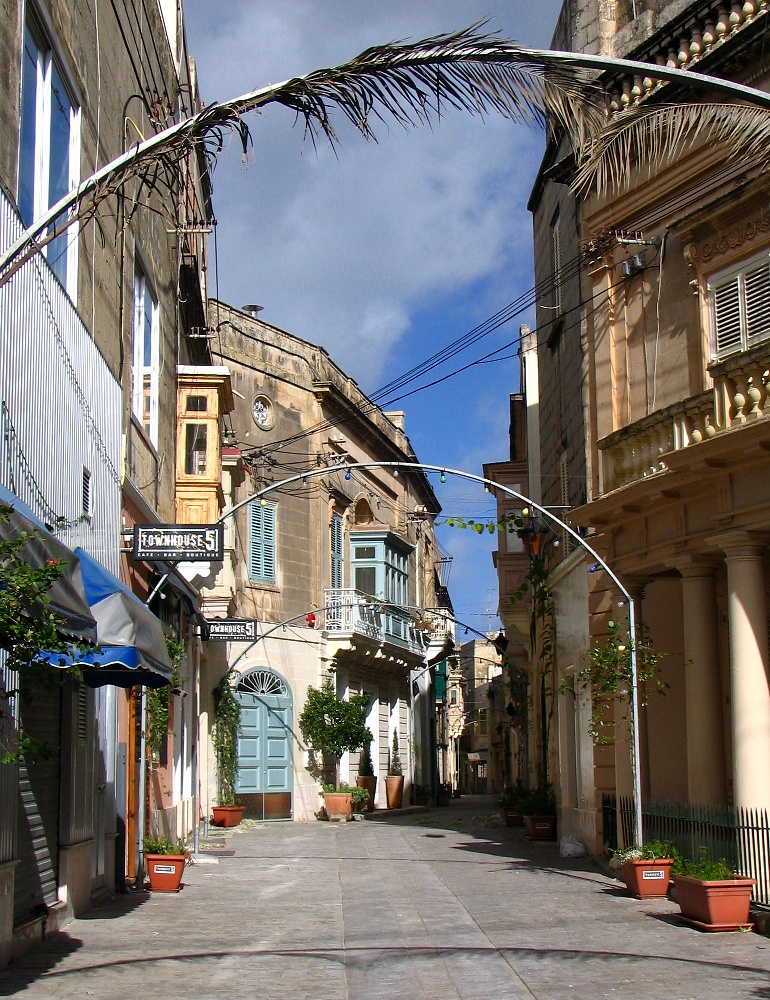
Rue de Rabat
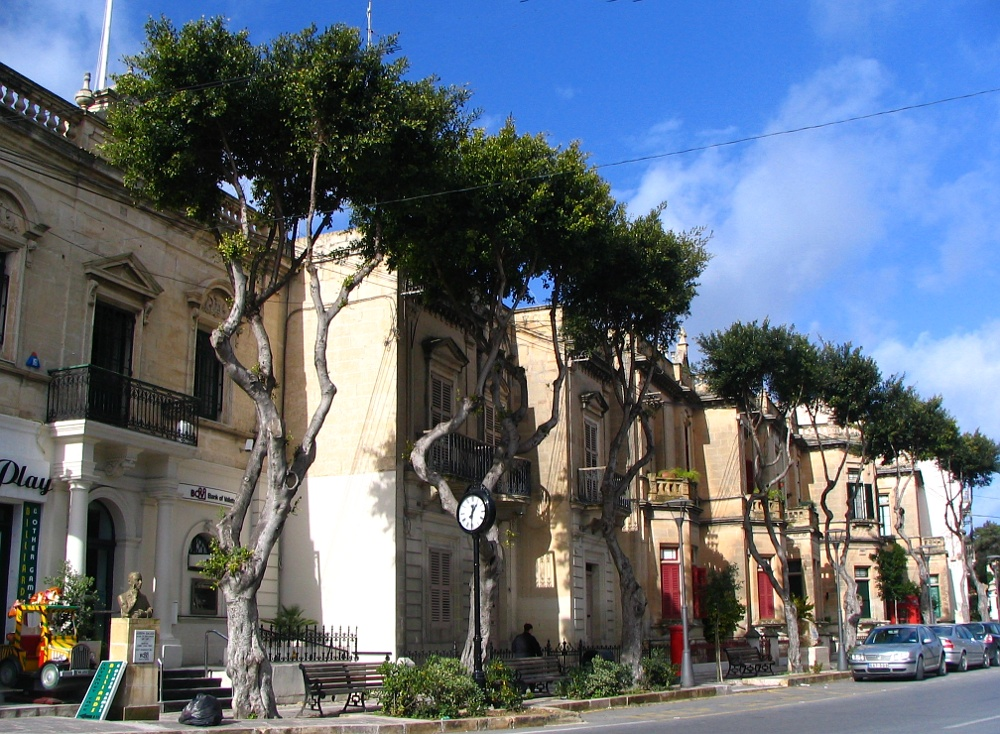
Maisons sur la rue Is-Saqqajja